# Симеон Могила
Симеон (Семен) Могила (рум. Simion Movilă, пол. Szymon Mohyła) гербу Могила (пом. 14 вересня 1607) — перкалаб хотинський, гетьман сучавський (1597), господар Валахії (1600—1601; 1602), Молдови (1606—1607).

## Біографія
Походив з молдовської боярської родини Могил (рум. Movileşti), спорідненої з польським магнатським родом Потоцьких, литовськими князями Вишневецькими, Корецькими. Був сином Йона (Івана) Могили (1520—1570) і Марії, доньки господаря Петру IV Рареша (померла 1614 року), молодший брат молдовського господаря Єремії Могили.
Завдяки військовій підтримці зятів (брацлавського воєводи Стефана Потоцького, князя Михайла Вишневецького, канцлера Яна Замойського) 1595 року Єремія Могила посів престол господарів Молдовського князівства.
1597 року Єремія Могила поставив свого брата Симеона молдовським гетьманом.
Семигородський князь Сиґізмунд Баторій, племінник короля Речі Посполитої Стефана Баторія, 1599 року передав владу своєму брату Андрію, який без висвячення виконував функції єпископа та кардинала у Речі Посполитій, був близько пов'язаний з канцлером Яном Замойським. У них та у Єремії Могили виник план усунення з трону Волощини господаря Михая Хороброго, посадження господарем Симеона Могили. Михай Хоробрий першим вдарив 1599 року на Семигороддя, розбивши під Сібіу військо Андрія Баторія (якого при втечі вбили угорські селяни), у серпні 1600 року на Молдову, змусивши до втечі Ієремію Могилу, який заховався у Хотинському замку. Тоді Михай Хоробрий об'єднав під своєю владою Волощину, Семигороддя і Молдову.
Невдовзі до Молдову ввійшло польське військо Яна Замойського, яке розбило війська Михая Хороброго. Сиґізмунд Баторій був посаджений князем Семигороддя, Ієремія Могила — господарем Молдови. Симеон Могила у жовтні 1600 року отримав трон Волощини, де почалася громадянська війна з прихильниками Михая Хороброго. Попри смерть останнього вони прогнали у липні 1601 року Симеона Могилу, поставивши господарем Раду Сербана. Завдяки військовій підтримці поляків Симеону Могилі вдалося на кілька місяців (до серпня 1602 року) повернути собі престол господаря.
Єремія Могила помер 1606 року, залишивши господарем Молдови свого малолітнього сина Костянтина; його у липні 1606 року прогнав дядько (стрий) Симеон Могила.
Помер 14 вересня 1607 року (ймовірно, отруїла вдова Єремії Ельжбета (Єлизавета) з Чомортань-Лозиньських). Симеон Могила був похований у монастирі Сучевиця, фундованому ним і братом Єремією. Залишив господарем свого сина Михая, якого незабаром прогнав двоюрідний брат Костянтин за допомоги польських родичів Самійла Корецького, Михайла Вишневецького, Стефана Потоцького.

## Шлюб, діти
У шлюбі з семигородською княжною Марґарет народились:
- Петро Могила (1596—1647), митрополит київський, святий
- Мойсей Могила (1596—1661), господар Молдови 1630—1634 з перервою
- Гавриїл Могила (р. н. н. — 1635), господар Валахії 1616, 1618—1620
- Михай Могила (р. н. н. — після 1607), господар Молдови 1607
- Павло
- Йона (Іван)

Герб Могила
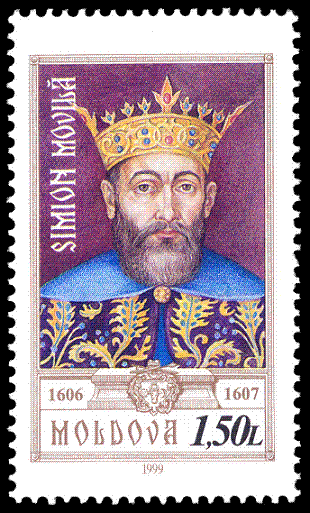
Поштова марка Молдови. Симеон Могила. 1999
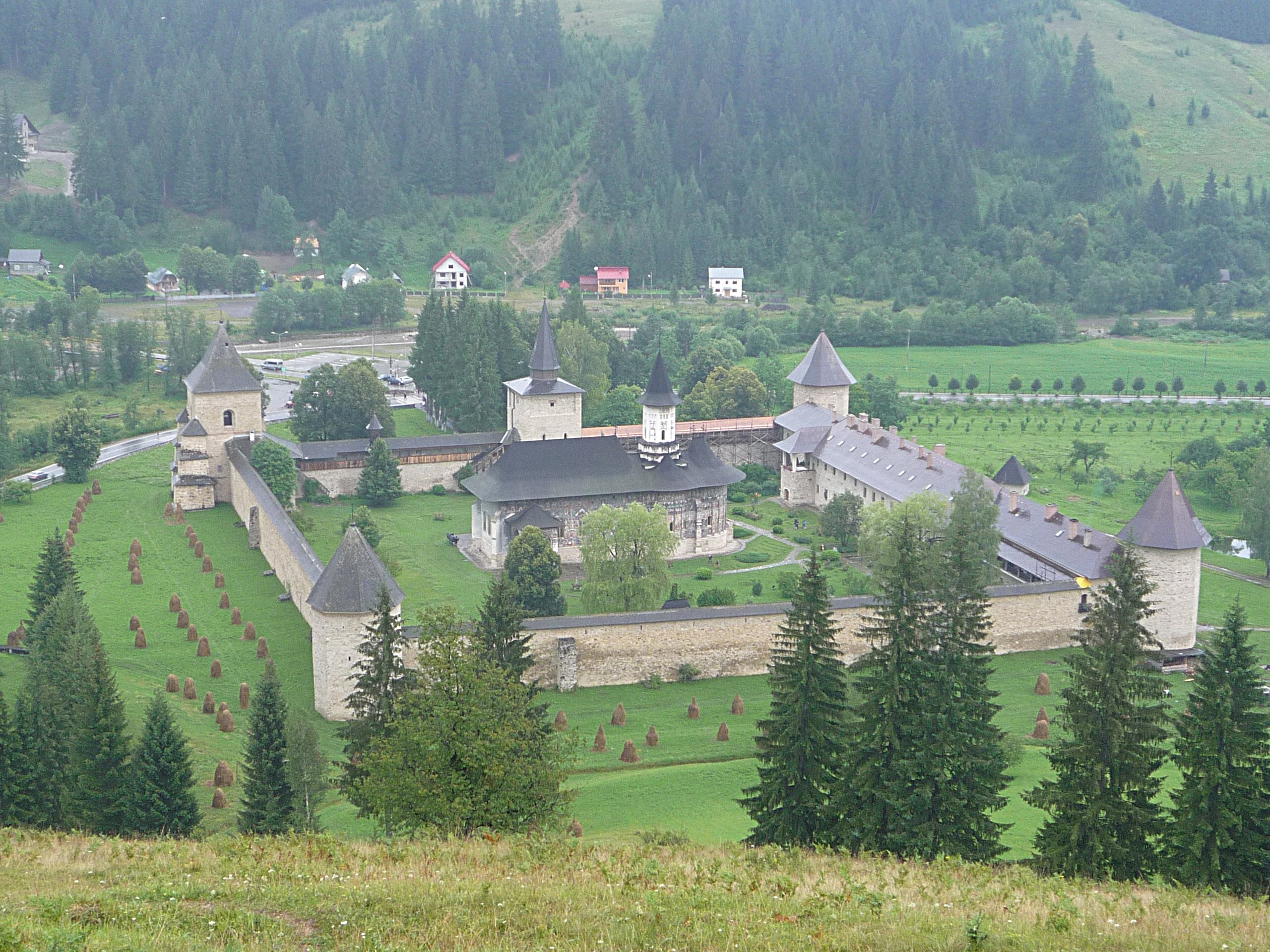
Монастир Сучевиця